# Гермайнов паунов фазан
Гермайнов паунов фазан (Polyplectron germaini) е вид птица от семейство Phasianidae. Видът е почти застрашен от изчезване.

## Разпространение и местообитание
Разпространен е във Виетнам и Камбоджа.